# Piotr Beluch
Piotr Beluch (ur. 23 listopada 1968) – polski aktor teatralny, filmowy i telewizyjny, także reżyser teatralny. Absolwent krakowskiej PWST (1991). Obecnie dyrektor biura tłumaczeń specjalistycznych Atominium w Krakowie.

## Teatr
Zadebiutował jeszcze jako student szkoły teatralnej w spektaklu Słuchaj, Izraelu Jerzego Stanisława Sito w reżyserii Jerzego Jarockiego na deskach Starego Teatru w Krakowie. Po skończeniu studiów w PWST został zatrudniony w krakowskim Teatrze im. J. Słowackiego, pracował tam jednak krótko - w latach 1991-1992, po czym wyjechał za granicę. Po powrocie do Polski w 1993 przez 3 lata pozostawał bez etatu. W 1996 został aktorem Teatru Ludowego w Krakowie - Nowej Hucie, gdzie występował do roku 2007.

## Spektakle teatralne (wybór)

### Role
- 1989: Słuchaj, Izraelu (reż. J. Jarocki)
- 1990, 1992: Burza jako Żeniec (reż. Jerzy Goliński)
- 1992: Gramy w Rewizora jako Miszka (reż. Wiaczesław Kokorin)
- 1994: Czerwone nosy jako Biczownik II (reż. Włodzimierz Nurkowski)
- 1996: Przygody Marka Sawyera jako Joe Harper (reż. Jan Szurmiej)
- 1997: Żniwo jako sekretarz (reż. Krzysztof Galos)
- 1998: Dziady cz.III. Cela Konrada jako Żegota – Ignacy Domeyko (reż. Łukasz Kos, Marek Wrona)
- 2000: Wesele jako ksiądz (reż. Adam Sroka)
- 2000: Sparkleshark (Błysk rekina) jako Finn (reż. Jerzy Fedorowicz)
- 2001: Królowa Przedmieścia jako Jasiek ze Zwierzyńca (reż. Mieczysław Grąbka)
- 2002: Obudź się (Minnesota blues) jako Banan; Pacjent (reż. J. Fedorowicz)
- 2003: Przygody Sindbada Żeglarza jako Paź Chryzeidy; Członek załogi (reż. Krzysztof Rekowski)
- 2003: Betlejem – misterium na Boże Narodzenie, program składany jako Kacper; Diabeł (reż. W. Nurkowski)
- 2004: Biznes jako Sven Uberg (reż. J. Fedorowicz)
- 2004: Najwięcej samobójstw zdarza się w niedzielę jako Nik (reż. P. Beluch)
- 2004: Królowa Śniegu jako Lilia (reż. W. Nurkowski)
- 2005: Proces jako Siepacz (reż. Tomasz Obara)
- 2005: Ryszard III jako Lovell (reż. Jerzy Stuhr)
- 2006: Książę i żebrak jako Lord III, Skazaniec (reż. Czesław Sieńko)

### Prace reżyserskie
- 2004: Najwięcej samobójstw zdarza się w niedzielę

## Filmografia
- 1994: Zawrócony
- 1995: Archiwista
- 1995: Sukces jako Sam Mellow, amerykański „przedsiębiorca"
- 1999-2000: Trędowata jako hrabia Trestka
- 2002: Przedwiośnie jako Jan Lechoń
- 2003: Kasia i Tomek jako muzealnik Felek, krakowianin robiący zdjęcie Kasi i Tomkowi
- 2004: Aryjska para jako oficer
- 2005: Komornik jako policjant w mieszkaniu Bednarka
- 2005-2006: Plebania jako sekretarz biskupa
- 2011: Układ warszawski jako lekarz (odc. 6)

## Nagrody
- 1991: wyróżnienie jury IX Ogólnopolskiego Przeglądu Spektakli Dyplomowych Szkół Teatralnych w Łodzi za rolę Jaśka w Weselu